# Avoca (fleuve d'Irlande)
Pour les articles homonymes, voir Avoca.
L'Avoca (en irlandais : Abhainn Abhóca ; historiquement Abhainn Mhór / Abhainn Dé) est un fleuve coulant entièrement dans le comté de Wicklow en Irlande.

## Géographie
L'Avoca prend vie au confluent de deux rivières, l'Avonmore et l'Avonbeg. Elles se rejoignent au point dénommé Meeting of the Waters (Cumar an dá Uisce) dans la vallée d'Avoca. Cet endroit est particulièrement renommé pour sa beauté et a été célébrée par Thomas Moore dans un poème du même nom.
L'Avoca se jette dans la mer d'Irlande à Arklow. Elle bénéficie alors d'un large estuaire qui a d’ailleurs donné son nom gaélique à la ville d'Arklow : an t-Inbhear Mór.